# Pussy Boy
Pussy Boy (название стилизовано под маюскул, то есть PUSSY BOY; с англ. — «Мальчик Кисок») — четвёртый студийный альбом рэпера Егора Крида, выпущенный 16 июля 2021 года российским отделением лейбла Warner Music Group. Альбому предшествовал сингл и клип «Здравствуйте», записанный совместно с OG Buda. В записи альбома приняли участие OG Buda, MAYOT, blago white, Guf и SODA LUV.

## Рейтинги
| Год  | Издатель    | Рейтинг                            | Позиция | Прим.  |
| ---- | ----------- | ---------------------------------- | ------- | ------ |
| 2021 | Apple Music | Топ-10 альбомов в России           | 4       | [ 13 ] |
| 2021 | The Flow    | Топ-50 отечественных альбомов 2021 | 16      | [ 14 ] |

## Список композиций
Адаптировано под Apple Music и Genius.
| №                   | Название                         | Продюсер                 | Длительность |
| ------------------- | -------------------------------- | ------------------------ | ------------ |
| 1.                  | «Pussy Boy»                      | Palagin                  | 2:14         |
| 2.                  | «Здравствуйте» (при уч. OG Buda) | Palagin                  | 2:16         |
| 3.                  | «На мне Hoe»                     | Palagin                  | 2:09         |
| 4.                  | «Puff» (при уч. MAYOT)           | Маленький ярче           | 2:06         |
| 5.                  | «Дед Роет»                       | Palagin                  | 2:11         |
| 6.                  | «Dorogo» (при уч. blago white)   | Kayyo · Маленький ярче   | 3:27         |
| 7.                  | «Choppa»                         | Palagin                  | 2:12         |
| 8.                  | «Автомат» (при уч. Guf)          | Palagin · Маленький ярче | 2:59         |
| 9.                  | «Телефон»                        | Palagin · Маленький ярче | 2:05         |
| 10.                 | «Грустно» (при уч. SODA LUV)     | Palagin                  | 2:33         |
| Общая длительность: | Общая длительность:              | Общая длительность:      | 24:16        |

Примечание: названия песен стилизованы под маюскул.

## Критика
Альбом вызвал шквал обсуждений, многие критиковали альбом и заявляли, что это самый слабый студийный альбом Егора Крида, другие же, ценители новой школы, считали это новой страницей в истории Егора. Самый громкий скандал возник из-за трека и одноимённого клипа «PUSSY BOY», где Егор заявил о прекращении отношений с популярной российской тиктокершей Валей Карнавал, исполнив провокационную строчку: «Прячу под маской лицо, как Кабал, Ты прячешь под маской себя — карнавал, Finish Her!»

Руслан Тихонов из ТНТ Music сказал, что в состоянии выступить альтернативой рэперу Моргенштерну и сделал вывод:
«Pussy Boy» ― убедительная адаптация нишевых веяний моды для широких масс.

## Чарты
| Чарт (2021)   | Высшая позиция |
| ------------- | -------------- |
| Литва (AGATA) | 22             |

| Страна | Высшая позиция  | Источник |
| ------ | --------------- | -------- |
| Россия | 1 (Apple Music) | [ 21 ]   |

| Страна | Высшая позиция    | Источник |
| ------ | ----------------- | -------- |
| Россия | 1 (Apple Music)   | [ 22 ]   |
| Россия | 4 (СберЗвук)      | [ 22 ]   |
| Мир    | 7 (Вконтакте)     | [ 22 ]   |
| Россия | 7 (YouTube Music) | [ 22 ]   |

| Страна | Высшая позиция     | Источник |
| ------ | ------------------ | -------- |
| Россия | 20 (Яндекс.Музыка) | [ 21 ]   |
| Мир    | 1 (Вконтакте)      | [ 21 ]   |
| Россия | 5 (YouTube Music)  | [ 21 ]   |

| Страна | Высшая позиция    | Источник |
| ------ | ----------------- | -------- |
| Россия | 9 (Apple Music)   | [ 21 ]   |
| Мир    | 15 (Вконтакте)    | [ 21 ]   |
| Россия | 1 (YouTube Music) | [ 23 ]   |